# Сагава Принтинг
«Сагава Принтинг» (яп. 佐川印刷SC, англ. Sagawa Printing S.C.) — японский футбольный клуб из города Удзи, в настоящий момент выступает в Японской футбольной лиге, третьем по силе дивизионе страны.

## История
Клуб был основан в 1986 году и начал свои выступления в 4-м дивизионе префектуры Киото. В 1999 году команда вышла в 1-й дивизион префектуры Киото, а через год в Региональную лигу Кансай. В 2004 году «Сагава Принтинг» выиграла её и в матчах плей-офф Региональных лиг добилась продвижения в Японскую Футбольную Лигу.
Все игроки клуба являются работниками полиграфической компании «Сагава Принтинг».

## Результаты в Японской футбольной лиге
- 2003: 15-е
- 2004: 12-е
- 2005: 11-е
- 2006: 15-е
- 2007: 12-е
- 2008: 11-е
- 2009: 9-е
- 2010: 6-е
- 2011: 12-е
- 2012: 7-е